# سنترایچ (نیویورک)
سنترایچ (به انگلیسی: Centereach) یک منطقهٔ مسکونی در ایالات متحده آمریکا است که در شهرستان سافک، نیویورک واقع شده‌است. سنترایچ ۲۲٫۶ کیلومتر مربع مساحت و ۳۱٬۵۷۸ نفر جمعیت دارد و ۹۴ متر بالاتر از سطح دریا واقع شده‌است.